# Floresta Nacional do Amaná
A Floresta Nacional do Amana, criada em 13 de fevereiro de 2006 na região oeste do estado do Pará, nos municípios de Itaituba, Jacareacanga e Maués tem um total de 682.561 hectares.